# Sling
Sling è il secondo album in studio della cantautrice statunitense Clairo, pubblicato il 16 luglio 2021 da Fader Label e Republic Records.

## Tracce
1. Bambi – 4:37 (Claire Cottrill, Jack Antonoff)
2. Amoeba – 3:48 (Cottrill, Antonoff)
3. Partridge – 3:13 (Cottrill, Antonoff)
4. Zinnias – 2:54 (Cottrill, Antonoff)
5. Blouse – 3:15 (Cottrill)
6. Wade – 4:46 (Cottrill)
7. Harbor – 4:24 (Cottrill, Sam Baker)
8. Just for Today – 3:37 (Cottrill)
9. Joanie – 4:45 (Cottrill, Antonoff)
10. Reaper – 2:39 (Cottrill)
11. Little Changes – 2:40 (Cottrill, Antonoff)
12. Management – 3:48 (Cottrill)